# Solo 2.0
Albums de Marco Mengoni
Re matto Live
(2010) Pronto a correre
(2013)
Singles
1. Solo (Vuelta al ruedo)
Sortie : 2 septembre 2011
2. Tanto il resto cambia
Sortie : 21 octobre 2011
3. Dall'inferno
Sortie : 25 janvier 2012

Solo 2.0 est le premier album du chanteur italien Marco Mengoni, sorti le 27 septembre 2011, après avoir été dévoilé officiellement la veille à Milan.

## Description
L'album est sorti un peu moins d'un mois après la parution de son premier extrait et single, Solo (Vuelta al ruedo), ce dernier étant diffusé en radio dès le 2 septembre 2011. Le 21 octobre 2011, c'est au tour de Tanto il resto cambia de servir de single.
L'un des thèmes principaux de l'album est la solitude. «Après la dernière tournée, je me suis retrouvé assez seul. Parce que quand on est au milieu d'autant de gens et qu'ensuite, on retourne à la maison, on n'a plus de point de référence et on se sent assez seul», explique-t-il. «Mais la solitude est décrite non seulement dans un sens négatif de dépression mais aussi sous tous ses facettes. Je retrouve un peu dans la solitude la recherche de moi-même». Marco Mengoni décrit son disque comme une mise-à-jour de lui-même, d'où le 2.0 du titre de l'album, un mélange de musique électronique, rock et pop.
Deux des chansons inédites présentes sur l'album sont en anglais, un choix que Marco Mengoni explique en précisant qu'il «aime chanter en anglais, comme pour l'espagnol et beaucoup de langues». «L'anglais est aussi un choix de son, parce que l'anglais sonne différemment de l'italien», ajoute-t-il.

## Liste des pistes[3]
| 1.    | Solo (Vuelta al ruedo) | 4:26 |
| 2.    | Un gioco sporco        | 3:50 |
| 3.    | Tanto il resto cambia  | 3:58 |
| 4.    | Searching              | 3:29 |
| 5.    | Uranio 22              | 3:23 |
| 6.    | Come ti senti          | 3:51 |
| 7.    | L'equilibrista         | 4:10 |
| 8.    | Mangialanima           | 3:38 |
| 9.    | Un finale diverso      | 3:30 |
| 10.   | Tonight                | 2:52 |
| 11.   | Dall'inferno           | 4:01 |
| 12.   | Solo (Bolero)          | 5:43 |
| 46:51 |                        |      |

| iTunes Bonus Track | iTunes Bonus Track                          | iTunes Bonus Track | iTunes Bonus Track | iTunes Bonus Track | iTunes Bonus Track | iTunes Bonus Track | iTunes Bonus Track | iTunes Bonus Track | iTunes Bonus Track |
| No                 | Titre                                       | Durée              |                    |                    |                    |                    |                    |                    |                    |
| ------------------ | ------------------------------------------- | ------------------ | ------------------ | ------------------ | ------------------ | ------------------ | ------------------ | ------------------ | ------------------ |
| 13.                | Un gioco sporco (A cappella) (avec Cluster) | 3:52               |                    |                    |                    |                    |                    |                    |                    |
| 50:43              |                                             |                    |                    |                    |                    |                    |                    |                    |                    |

## Musiciens et production

### Musiciens
- Voix – Marco Mengoni
- Guitare, programmation, musique électronique – Stefano Calabrese
- Guitare – Peter Cornacchia
- Basse, percussion – Massimo Calabrese
- Basse – Giovanni Pallotti
- Piano, piano électrique, clavier, programmation – Piero Calabrese
- Batterie, percussion, boucle – Davide Sollazzi
- Programmation, musique électronique – Andrea Secchi
- Musique électronique – Mattia "Demian" Davide Amico
- Composition instrument à cordes - Davide Rossi et Fabio Gurian
- Chœurs et voix supplémentaires – Chœur Free Trumpet
- Chœurs (5e piste) – Chœur Matite colorate, dirigé par Germano Neri
- Voix (13e piste) – Cluster

### Production
- Montage – Antonio Baglio
- Enregistrement – Andrea Secchi
- Assistant mixage – Piero Bernardini
- Consultation artistique, optimisation – Massimo Calabrese
- Arrangement musical, enregistrement – Stefano Calabrese
- Production artistique, arrangements – Piero Calabrese
- Production artistique, optimisation, concept de l'album – Stella Fabiani
- Enregistrement, mixage – Celeste Frigo
- Mastering – Brian Gardner
- Arrangements, concept de l'album – Marco Mengoni
- Assistant ingénieur du son – Davide Palmiosto
- Ingénieur du son – Davide Patrignani
- Producteur – Silvia Villevieille Bideri

## Classements

### Classements hebdomadaires
| Classement (2011) | Meilleure position |
| ----------------- | ------------------ |
| Italie            | 1                  |

### Succès commercial
À la suite de sa sortie, l'album est arrivé directement à la première place dans les charts italiens. Il a obtenu un disque d'or et est devenu le 47e album le plus vendu en 2011 en Italie, selon la Fédération de l'industrie musicale italienne (FIMI).